# Championnats du monde de pelote basque 1986
Navigation
Mexico 1982 Santiago de Cuba 1990
Les championnats du monde de pelote basque 1986, 10e édition des championnats du monde de pelote basque, ont lieu du 13 au 21 septembre 1986 à Vitoria-Gasteiz au Espagne. 
Organisés par la Fédération internationale de pelote basque, ils réunissent 11 nations qui se disputent 12 titres mondiaux.
 
La France domine cette dixième édition.

## Organisation

### Nations participantes
Onze nations prennent part à ces championnats:
| - Argentine - Chili - Cuba - Espagne | - États-Unis - France - Italie - Mexique | - Philippines - Uruguay - Venezuela |

## Palmarès
| Épreuves                       | Or                                                                                 | Argent                                                                                         | Bronze |
| ------------------------------ | ---------------------------------------------------------------------------------- | ---------------------------------------------------------------------------------------------- | --- |
| Trinquet                       |                                                                                    |                                                                                                | |
| Pelote à main nue (individuel) | France- Manuel Martiarena - Jean-Philippe Bideondo                                 | Mexique- Alfredo Zea - Raul Saldaña                                                            | Espagne- Jesús María Presa - Ignacio Gonzalez de Langarica                                                                 |
| Pelote à main nue (par équipe) | France- Pierre Larronde - Xavier Saint-Paul - René Muscarditz                      | Espagne- Inocencio Azpiroz - José Luis Angulo - Angel María Ezponda - José Maria Aizpurua      | Mexique- Pedro Santamaría - Raul Saldaña - Parras                                                                          |
| Paleta, pelote de cuir         | Argentine- Fernando Elortondo - Pablo Irigoitía                                    | Uruguay- Cesar Bernal - Nestor Iroldi                                                          | Espagne- José María Igartua - Joaquín Arbeloa - Javier Ubanell - Pedro Egaña                                               |
| Paleta, pelote de gomme        | Argentine- Miro - Sergio Supan - José Arrechea                                     | France- Aguirre - Francis Dibarrart - Arrosagaray - Gabriel Amadoz                             | Uruguay- Gustavo Enrique Arcauz - Emilio Omar Liguera                                                                      |
| Xare                           | France- Patrick Lasarte - Michel Garbizu                                           | Argentine- Eduardo Frigerio - Ricardo Bizzozero - R. Elías                                     | Espagne- Luis Miguel Uzcudun - Ignacio Mercader - Ignacio Baztarrica (Baztarrica I) - José Luis Baztarrica (Baztarrica II) |
| Fronton de 30 mètres           |                                                                                    |                                                                                                | |
| Paleta, pelote de gomme        | Mexique- Jaime Salazar - Edgar Salazar                                             | Argentine- Angel Armas - Giri - Bazán                                                          | Chili- Córdoba - Juan Pablo Sáez                                                                                           |
| Frontenis, pelote de gomme     | Mexique- Jorge Marrón - José Becerra                                               | Espagne- Francisco Javier Sellarés - Pedro Fité                                                | Cuba- Pérez - Dominguez |
| Fronton de 36 mètres           |                                                                                    |                                                                                                | |
| Pelote à main nue (individuel) | Espagne- Luis Iribarren - Roberto Goicoechea                                       | France- Michel Berra - Patrick Iriarte                                                         | Mexique- Alfonso Izquierdo - Medina - Quilla                                                                               |
| Pelote à main nue (par équipe) | France- Daniel Mutuberria - Armand Jaunarena                                       | Espagne- Miguel Arcelus - Francisco Satrústegi - Javier Inchaurrondo - Bernabé Herrero (Berna) | Mexique- Rosendo Izquierdo ou Alfonso Izquierdo - Calderas                                                                 |
| Paleta, pelote de cuir         | Espagne- Óscar Insausti - Juan Pablo García - Ricardo Garrido Llanos               | France- François Prat - Jean-Marc Bonnet                                                       | Argentine- Abraham Ramírez (Moncho) - Beltramone - Ricardo Bizzozero                                                       |
| Grosse pala (Pala corta)       | Espagne- Daniel Garcia Jimenez - Ricardo Garrido - Pedro Hernández - Rafael Araujo | Mexique- Fernando Iniestra - José Antonio Musí - Miguel Mendiburu - Chaya                      | France- Dominique Aguerre - Carlos Galanena - Jean-Jacques Garra - Armando Cordobes                                        |
| Fronton de 54 mètres           |                                                                                    |                                                                                                | |
| Cesta punta                    | France- Etcheverria - Jean-Paul Inchauspé                                          | Espagne- Alberto Alberdi - Francisco Javier Fernández - Agustín Fernández - Jon Arrieta        | États-Unis- Quintiliano - Sáez Albrycht - Ceberio                                                                          |

## Tableau des médailles
| Rang  | Nation     | Or | Argent | Bronze | Total |
| ----- | ---------- | -- | ------ | ------ | ----- |
| 1     | France     | 5  | 3      | 1      | 9     |
| 2     | Espagne    | 3  | 4      | 3      | 10    |
| 3     | Mexique    | 2  | 2      | 3      | 7     |
| 4     | Argentine  | 2  | 2      | 1      | 5     |
| 5     | Uruguay    | 0  | 1      | 1      | 2     |
| 6     | Chili      | 0  | 0      | 1      | 1     |
| 6     | Cuba       | 0  | 0      | 1      | 1     |
| 6     | États-Unis | 0  | 0      | 1      | 1     |
| Total | Total      | 12 | 12     | 12     | 36    |